# Cactoblastis bucyrus
Cactoblastis bucyrus är en fjärilsart som beskrevs av Dyar 1922. Cactoblastis bucyrus ingår i släktet Cactoblastis och familjen mott. Inga underarter finns listade i Catalogue of Life.